# Maisons (Aude)
Maisons , es una localidad  y comuna francesa, situada en el departamento del Aude en la región administrativa de Languedoc-Rosellón y la región natural o país de Corbierès.
A sus habitantes se les conoce por el gentilicio en francés Maisonois.

## Demografía
| 208 | 231 | 266 | 265 | 324 | 313 | 339 | 304 | 308 | 304 | 265 | 258 | 248 | 276 | 289 | 250 | 226 | 221 | 210 | 200 | 200 | 204 | 197 | 180 | 157 | 134 | 133 | 111 | 79 | 66 | 61 | 56 |
| Para los censos de 1962 a 1999 la población legal corresponde a la población sin duplicidades (Fuente: INSEE [Consultar]) |     |     |     |     |     |     |     |     |     |     |     |     |     |     |     |     |     |     |     |     |     |     |     |     |     |     |     |    |    |    |    |